# Ordem dos Cónegos Regrantes de Santo Agostinho
A Ordem dos Cónegos Regrantes de Santo Agostinho (Sacer et Apostolicus Ordo Canonicorum Regularium Sancti Augustini ou Canonici Regulares Sancti Augustini, CRSA) é uma ordem de cónegos regrantes da Igreja Católica Romana, a qual segue uma regra instituída a partir dos ensinamentos de Santo Agostinho. Seus membros são chamados cónegos pretos numa referência à cor do hábito de manto que usam, ou Crúzios devido à sua sede portuguesa ter sido no Mosteiro de Santa Cruz de Coimbra.

## Regra de Santo Agostinho
Os princípios essenciais da Regra de Santo Agostinho são:
- Conciliação entre a Fé e a Razão
- Conhecimento natural de Deus
- Negação do Mal
- Indispensabilidade da Graça para a salvação do Homem
- Presença das imagens trinitárias no Universo

## História
Os cónegos regulares surgiram em consequência das exortações urgentes do Sínodo de Latrão, em 1059. Os clérigos autônomos dos cabidos de algumas catedrais, principalmente na Inglaterra (Carlisle), e de um grande número de colegiadas da Europa ocidental, respondeu à apelação; e a necessidade de uma regra da vida para o regime novo produziu, no fim do século XI, a dita Regra de Santo Agostinho, que foi adotada extensamente pelos cônegos regulares, que começaram também a se ligar pelos votos da pobreza, do obediência e do castidade.
O surgimento destes cónegos determinou, no século XI, a distinção entre cónegos regulares e seculares.
Com a carta apostólica Caritatis unita, de 4 de maio de 1959, o Papa João XXIII fundou a Confederação dos Cónegos Regulares de Santo Agostinho, no 900.º aniversário do Primeiro Sínodo de Latrão. Como seu predecessor, o Papa São Gregório VII, quis promover a vida canonical no mundo contemporâneo. A Confederação é uma união de caridade que agrupa nove congregações de cônegos regulares pela recíproca ajuda e suporte.
Criada Confederação dos Cónegos Regulares Agostinianos, passaram a integrá-la:
- os Cónegos Regulares Lateranenses
- os Cónegos Regulares da Congregação austríaca
- os Cónegos Regulares do Grande São Bernardo
- os Cónegos Regulares de São Maurício d’Agaune
- os Cónegos Regulares de Windesheim
- os Cónegos Regulares da Imaculada Conceição
- os Cónegos Regulares de Maria Mãe do Redentor
- os Cónegos Regulares dos Irmãos da Vida Comum
- os Cónegos Regulares de São Vitor.

Os seus mais importantes mosteiros em Portugal foram os de Santa Cruz, em Coimbra, e o de São Vicente de Fora, em Lisboa.
No início da década de 80 essa Ordem Religiosa foi restaurada pela Igreja Católica. Os atuais Cônegos Regrantes da Santa Cruz estão presentes no Brasil, Áustria, Alemanha, Índia, México, Colômbia, com sua Casa Generalícia em Roma, além de missões em diversas partes do mundo.
No dia 08/04/2006 o Santo Padre Bento XVI nomeou um sacerdote dessa Ordem, Pe. Athannasius Schenneider ORC, bispo auxiliar do Cazaquistão. Sua sagração acontece em Roma, em 02/06/2006.
A Ordem tem veneração especial pela Paixão de Cristo, por Nossa Senhora, pelos Santos Anjos, arautos da Cruz. Seu cunho especial é a Liturgia Solene. Seus sacerdotes pregam exercícios espirituais e sobretudo auxiliam a Igreja na oração e ajuda ao clero.

## Ramo feminino
Há um ramo feminino, as Canonisas ou Cônegas de Santo Agostinho (Canonicæ Sancti Augustini) (CSA), fundada, na Lorena, França, em 1597, pela beata Alice Leclerc sob orientação do Padre Pierre Fourrier, com a finalidade de e dedicar à educação das jovens. Inicialmente, a congregação tinha o nome de Cónegas de Nossa Senhora (Chanoinesses de Notre-Dame), mas em 1932 foi reformada, com o nome de Cónegas de Santo Agostinho.
No Brasil, mais precisamente em São Paulo, essa ordem manteve o Colégio Des Oiseaux, demolido em 1974. Também construíram depois o Colégio Madre Alix, na Alameda Gabriel Monteiro da Silva, e depois o Colégio Nossa Senhora do Morumbi; onde funcionava também o Instituto Sedes Sapientiae, que atualmente funciona na Rua Ministro Godoy no bairro das Perdizes.

## A família Agostiniana
A família agostiniana compõe-se dos seguintes ramos:
- Agostinianos Eremitas (Ordo eremitarum Sancti Augustini: OESA); vindos das congregações de eremitas da Itália central, reunidos como frades mendicantes, no século XII. Depois, Ordem de Santo Agostinho: (OSA). Destacaram-se: São Nicolau Tolentino e Martinho Lutero.
- Religiosas Agostinianas, ou Ordem Segunda Agostiniana. Destacou-se, neste ramo, Santa Rita de Cássia.
- Cônegos Regulares de Santo Agostinho (Sacer et Apostolicus Ordo Canonicorum regularium Sancti Augustini).
- Agostinianos Descalços, surgidos de uma reforma de 1592
- Cónegas de Santo Agostinho, vindas, como já dito, da congregação fundada, em 1597.
- Agostinianos da Assunção, fundados em 1845, por Emanuel d'Alzon, com a finalidade de restaurar o ensino superior, segundo os princípios de Santo Agostinho, combater as sociedades secretas e lutar pela unidade da Igreja.
- Agostinianas da Assunção.